# Gregório Lopes
Gregório Lopes (Portugal, c. 1490 - 1550). Foi uma das personalidades mais marcantes na pintura portuguesa da primeira metade do século XVI. Foi pintor régio de D. Manuel I e D. João III, e cedo aderiu à mudança cultural e artística que levou à italianização da arte portuguesa, nos finais da década de trinta de 1500. Representante do Renascimento evoluído em Portugal, foi o pintor que introduziu o «Primeiro Maneirismo de Antuérpia» em Portugal.

## Biografia
Em 1513, Gregório Lopes já exercia o ofício de pintor e, em 1514, trabalhava na Oficina de Jorge Afonso, em Lisboa, sendo casado com uma filha deste, Isabel Jorge. Nesta Oficina foi companheiro de Pêro Vaz e Garcia Fernandes, de Lisboa, e de Gaspar Vaz, de Viseu. O seu nome volta a aparecer em 1515 em escrituras relativas à casa e terrenos que possuía junto ao Mosteiro de São Domingos, em Lisboa.
Em 1518, trabalhou sob a chefia de Francisco Henriques, em parceira com Garcia Fernandes, Cristóvão de Figueiredo, André Gonçalves e outros pintores portugueses e flamengos, na importante obra de pintura encomendada pelo rei D. Manuel I para a Casa da Relação de Lisboa - vasto conjunto que ficou incompleto, devido talvez à morte de Francisco Henriques nesse mesmo ano, e que depois se perdeu.
Por carta régia de 25 de abril de 1522, o rei D. João III nomeava-o seu pintor; nela se dizia que Gregório Lopes já o fora de D. Manuel I, embora não se tivesse feito o respetivo registo. Em 1524, foi ordenado pelo rei Cavaleiro do Hábito da Ordem de Santiago, por instigação de D. Jorge de Lencastre, Mestre da Ordem Militar dos Espatários, para a qual o pintor trabalhava. Em 1526, era-lhe fixada uma tença anual de 5.000 reais e 1 moio de trigo, por sua qualidade de pintor régio.
Após 1530, Gregório Lopes executou, decerto numa oficina já sua, o retábulo Martírio de S. Quintino para a Igreja de S. Quintino, em Sobral de Monte Agraço, construída nessa data, a qual está gravada no portal manuelino do referido templo; tal pintura perdeu-se e nada tem que ver com outras pinturas existentes na mesma igreja, de motivos diversos e de época posterior.
Entre os anos 1533 e 1534, Gregório Lopes colaborou com os pintores Garcia Fernandes e Cristóvão de Figueiredo, em Lamego, na execução dos painéis do Mosteiro de Ferreirim, como está provado documentalmente. Por esse trabalho conjunto, habitual à época, os três membros desta parceria passaram a ser denominados Mestres de Ferreirim, havendo dúvidas sobre a parte que porventura caberá a cada um deles neste conjunto pictórico, atribuindo-se-lhes outras obras de características afins, e realizadas em parceira, onde é difícil encabeçar a sua autoria firmemente num só dos três parceiros.
A partir de 1536 e durante os anos seguintes, sob o mecenato de Frei António de Lisboa, trabalhou no Convento de Cristo, em Tomar, como se verifica por um documento de Setembro desse ano, do arquivo do mosteiro e hoje na Torre do Tombo, segundo o qual o artista recebera a avultada quantia de 168.000 reais pela execução de alguns painéis para a charola - Martírio de S. Sebastião (hoje no Museu Nacional de Arte Antiga), "Santo António pregando aos peixes" e "S. Bernardo" (em Tomar) e "Santa Madalena" (desaparecido), alem do retábulo para a capela de Nossa Senhora, do mesmo mosteiro. Desse retábulo, resta no Museu Nacional de Arte Antiga o painel A Virgem, o Menino e Anjos, proveniente de Tomar e atribuído por Émile Bertaux, primeiramente, ao Mestre do Paraíso. Francisco Augusto Garcês Teixeira identificou o Martírio de S. Sebastião como sendo obra deste artista, mencionada nos documentos coevos, por as suas dimensões permitirem integrá-lo na série da charola. Este precioso conjunto tomarense e o da Igreja do Convento do Bom Jesus de Valverde, em Évora, constituem, pois, segura base de identificação da obra do pintor, da sua técnica e do seu estilo.

## Vida pessoal
Foi casado com Isabel Jorge, filha do pintor Jorge Afonso, com a qual teve 3 filhos: o pintor Cristóvão Lopes, Grimanesa Lopes e Isabel Lopes.

## Obra
Artista palaciano, Gregório Lopes amava a pompa, o luxo, as cores quentes e cariciosas, o largo e vistoso decorativismo. Como o acentua Reynaldo dos Santos, possuía grande sentimento da composição e as suas Virgens e as mais figuras femininas têm suavidade no oval do rosto, na rósea carnação, na doçura do olhar. Atribuindo primacial importância ao desenho, fazia predominar o traço sobre a mancha, ao contrário de Francisco Henriques, Cristóvão de Figueiredo e Garcia Fernandes; por outro lado, nas suas pinturas, usava de preferência matéria densa.
Dadas as suas características, também lhe são atribuídas as duas séries de pinturas da Igreja de S. João Baptista, em Tomar - a de "S. João Baptista" ou "de Salomé" e a "da Eucaristia" - de colorido opulento e de nobre sentimento decorativo, como o sustentou José de Figueiredo, tanto mais que as obras da dita igreja tomarense dependiam do Convento de Cristo, onde se sabe que trabalhou este pintor régio.
José de Figueiredo atribuiu a Gregório Lopes as seguintes obras: "Assunção da Virgem", da Igreja de Sardoura; "Santa Catarina e um dignitário da Igreja", pintura esta em que, segundo o Abade de Castro, as personagens seria D. Catarina, filha do rei D. Duarte, e o Cardeal D. Jorge de Costa; o retábulo da Igreja do Castelo, de Abrantes, hoje Museu Regional D. Lopo de Almeida, com a possível colaboração de Jorge Afonso; "O Menino entre os doutores", proveniente do Convento da Encarnação, de Lisboa, hoje no Museu Nacional de Arte Antiga; as tábuas de "S. Vicente", "S. Lourenço", "S, Roque", "Santo António" e "S. Sebastião", da Igreja de Santa Cruz, de Coimbra; a série das "Alegrias de Maria", do retábulo da Igreja de Jesus, de Setúbal, e bem assim a série dos santos franciscanos do mesmo retábulo, esta de colaboração com seu filho Cristóvão Lopes. Por outro lado identificou-o com o Mestre de Santa Auta, em cujo belo e decorativo Retábulo de Santa Auta, pleno de fausto, com figuras femininas delicadas e enternecedoras, há inegáveis pontos de identidade com a arte deste mestre. Também se inclinava a pensar que o retábulo do chamado Mestre de S. Bento devia ser fruto da colaboração de Gregório Lopes e de Cristóvão Lopes, pois é de crer que este tenha colaborado ativamente nas obras da última fase da vida de seu pai. José de Figueiredo deu-lhe ainda a autoria do célebre "Retrato de Vasco da Gama", do Museu Nacional de Arte Antiga, que depois preferiu classificar mais genericamente como provindo da sua oficina.
Outras obras lhe têm sido atribuídas, como: "A Virgem visitando Santa Isabel", do Museu Nacional de Arte Antiga, de iluminação e colorido venezianos; a "Adoração dos Magos", do mesmo museu, com três soberbos retratos de doadores; algumas tábuas da Capela de Nossa Senhora da Assunção, em Cascais, como "Nascimento de Cristo" e "Reis Magos" no altar-mor e o díptico "Anunciação" na capela do Santíssimo, todas de bela composição e intenso cromatismo; e, a admitir, como parece plausível a sua identificação com o Mestre de Santa Auta, retábulo onde surgem, airosas, caravelas manuelinas, também o lindo painel com naus portuguesas existente no National Maritime Museum, em Greenwich, Londres, marinha que, conforme o acentua Reynaldo dos Santos, dir-se-ia dum precursor de Breughel.
É-lhe ainda atribuído o retábulo da Capela de Nossa Senhora dos Remédios, em Alfama (Lisboa), bem como o Tríptico do Bom Jesus de Valverde, próximo de Évora, executado no ano de 1544, (conjunto vulgarmente designado por Série da Mitra) onde se representam uma "Natividade", o "Calvário" e a "Ressurreição".

## Homenagem
Em 1972 a Câmara Municipal de Lisboa homenageou o pintor dando o seu nome a uma rua na zona da Encosta do Restelo e do Caramão da Ajuda, em Lisboa.

## Galeria

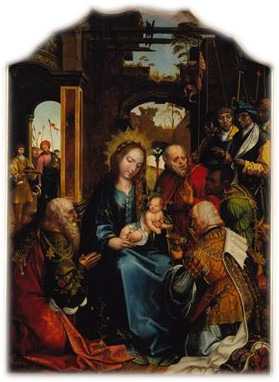
Adoração dos Reis Magos - Paraíso
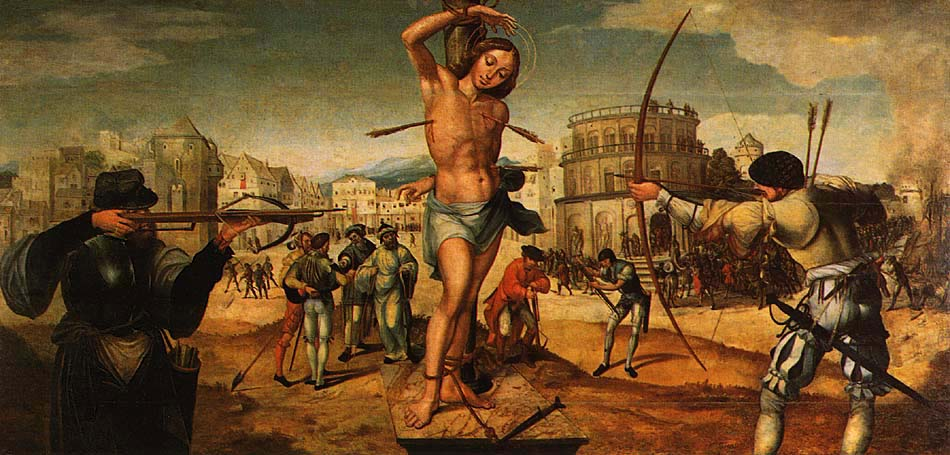
Gregório Lopes - Martírio de São Sebastião
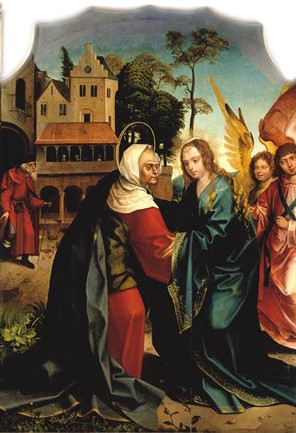
Visitação - Retábulo do Paraíso
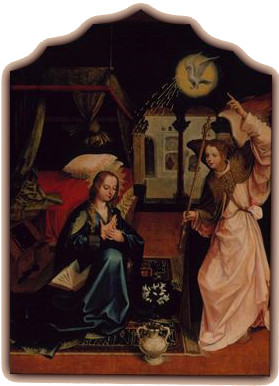
Anunciação - Paraíso
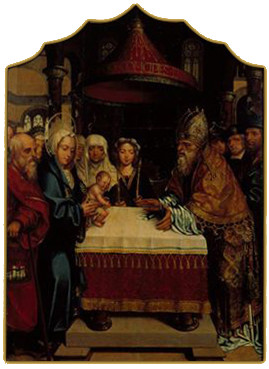
Apresentação do Menino no Templo - Paraíso
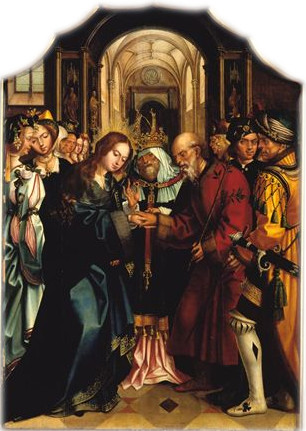
Casamento da Virgem - Paraíso
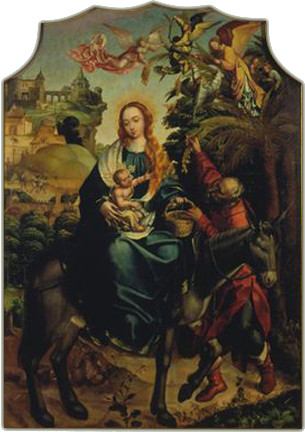
Fuga para o Egipto - Paraíso
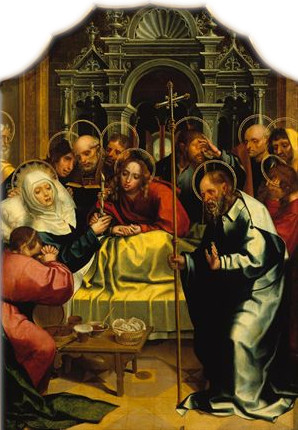
Morte da Virgem - Paraíso
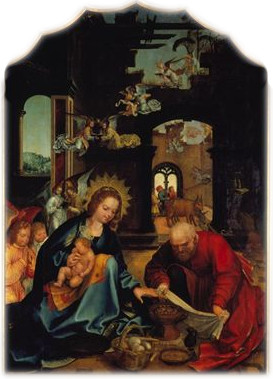
Natividade - Paraíso
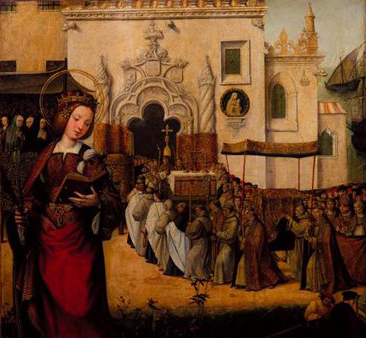
Chegada das Relíquias de Santa Auta à Igreja da Madre de Deus
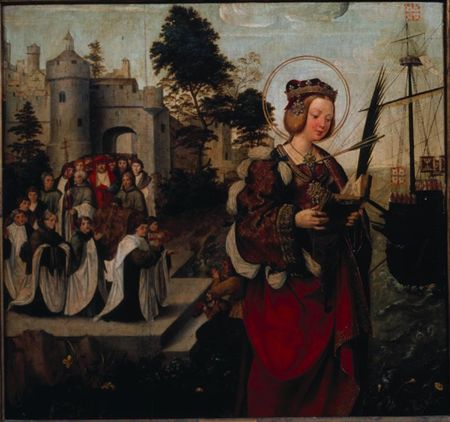
Partida de Colónia das Relíquias de Santa Auta
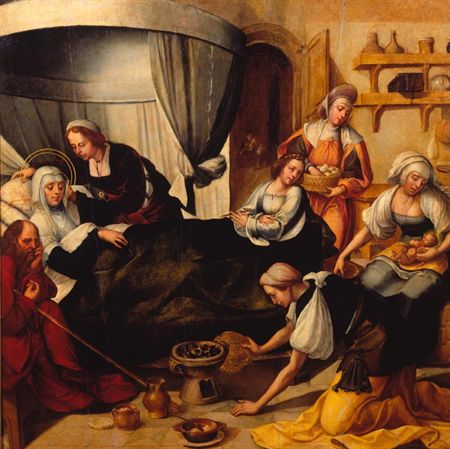
Nascimento de São João Baptista
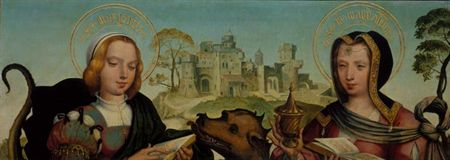
Santa Margarida e Santa Maria Madalena
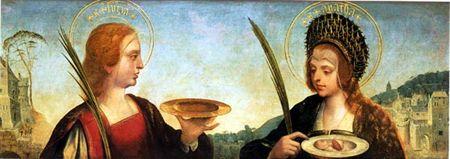
Santa Luzia e Santa Ágata
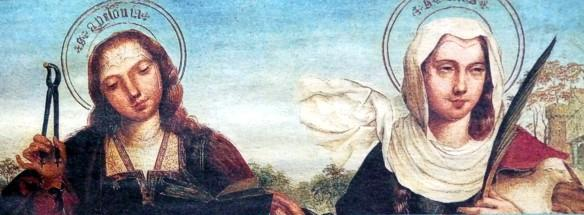
Santa Apolónia e Santa Inês - Paraíso
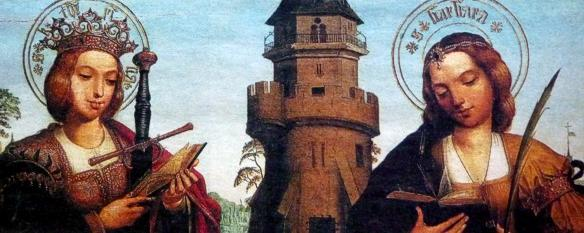
Santa Catarina e Santa Bárbara - Paraíso
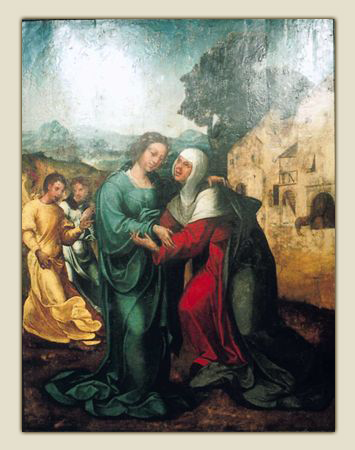
Visitação - Espirito santo
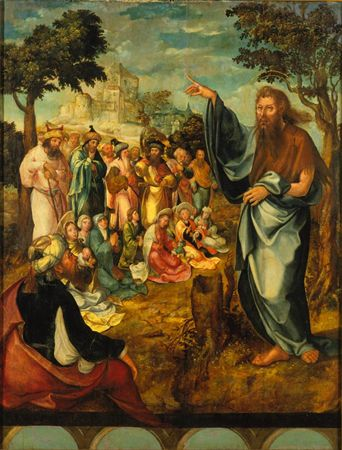
Pregação de São João Baptista - Arcos
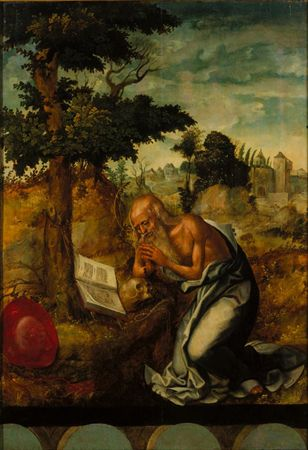
São Jerónimo - Arcos
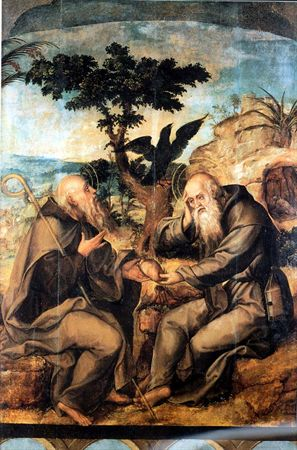
Santo Antão e São Paulo 1º Eremita - Arcos
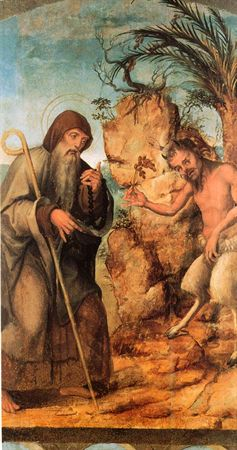
Santo Antão e o Sátiro - Arcos
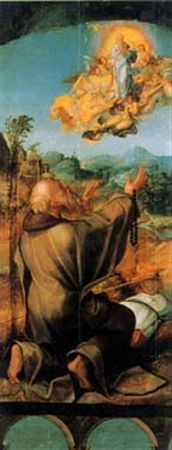
Visão de Santo Antão - Arcos
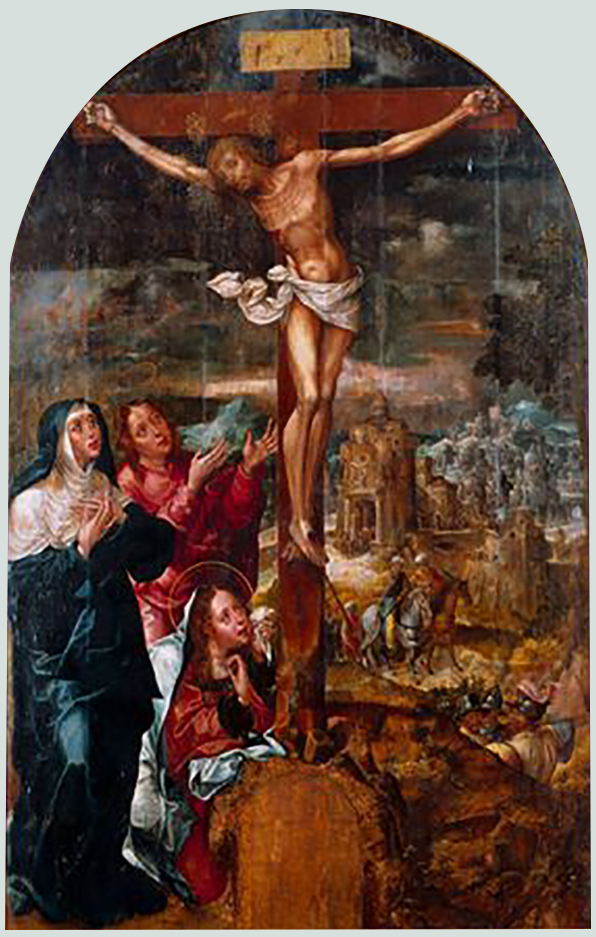
Calvário - Bom Jesus de Valverde
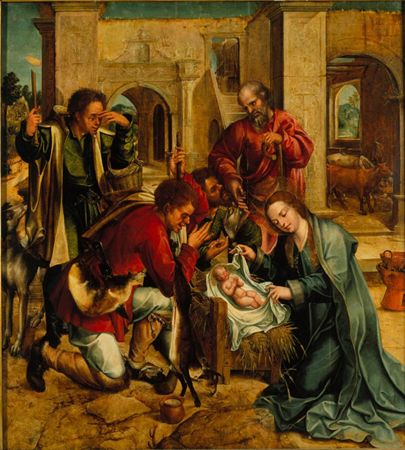
Adoração dos Pastores - Santos-o-novo
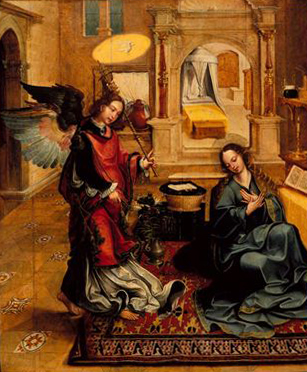
Anunciação - Santos-o-novo
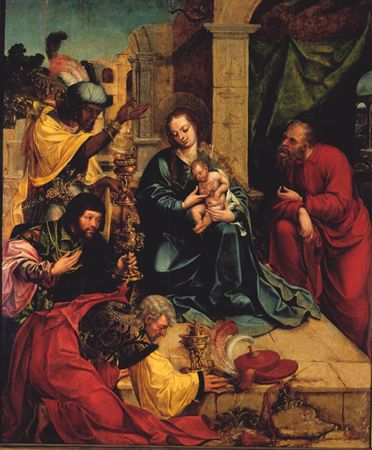
Adoração dos Reis Magos - Santos-o-novo
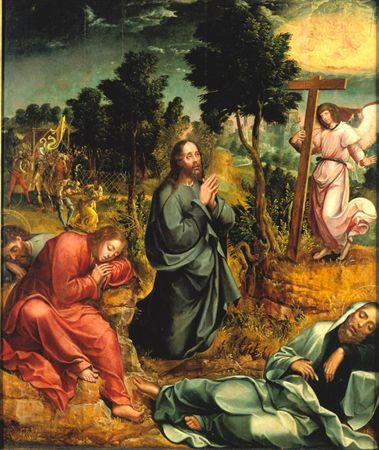
Cristo no Horto - Santos-o-novo
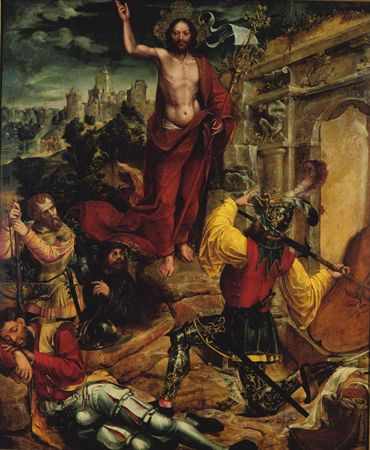
Ressurreição de Cristo - Santos-o-novo
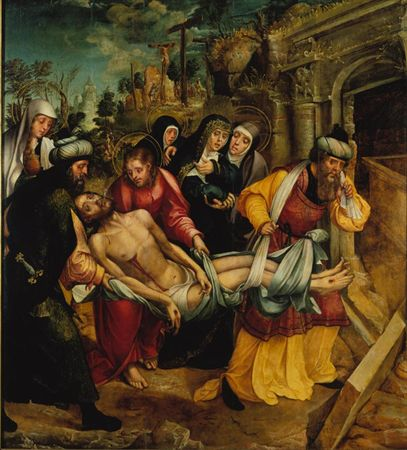
Enterro de Cristo - Santos-o-novo
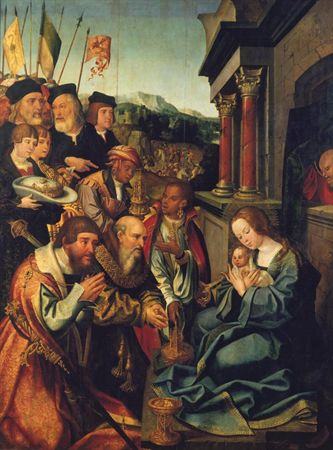
Adoração dos Reis Magos - Sao Bento
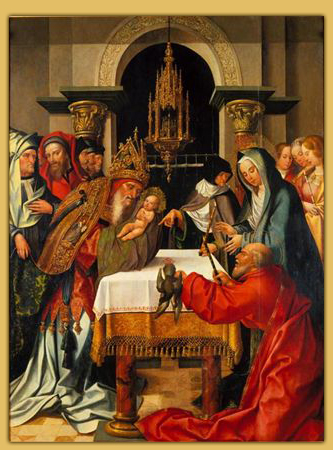
Apresentação do Menino no Templo - Sao Bento
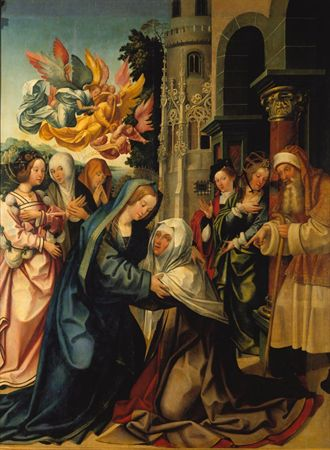
Visitação - Igreja S. Francisco
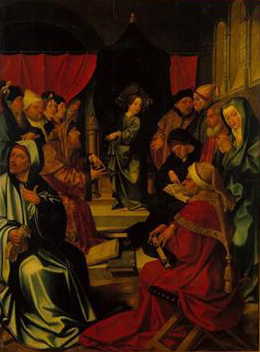
Menino Jesus entre os Doutores - Sao Bento
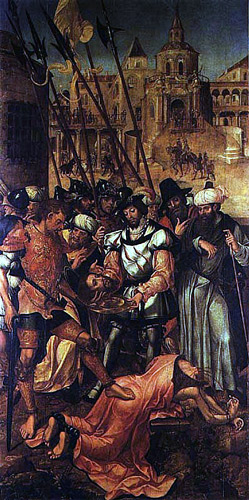
Degolação de S. João
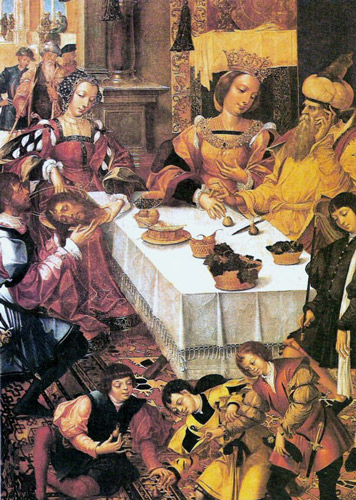
Salomé apresentando a cabeça do santo
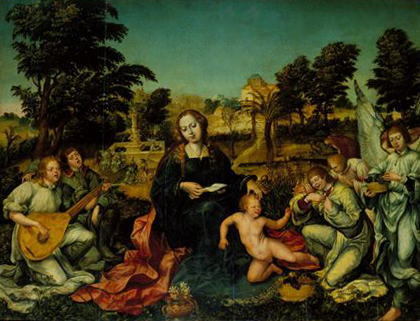
A Virgem, o Menino e Anjos
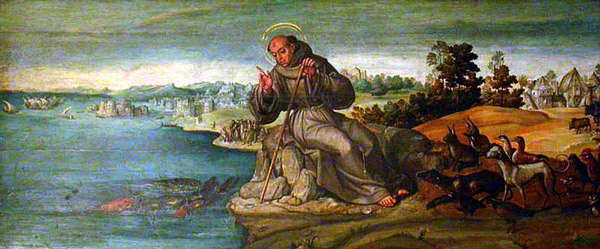
Sermão de Santo António aos Peixes
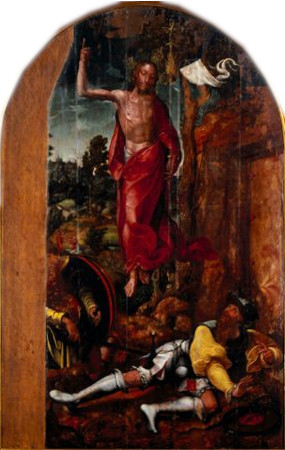
Ressurreição - Bom Jesus do Valverde
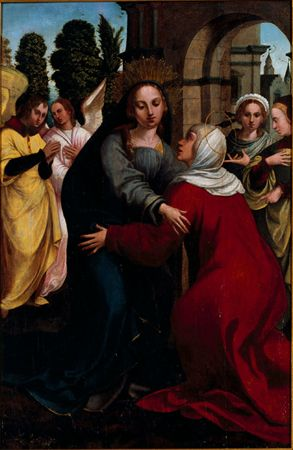
Visitação - Bom Jesus de Valverde
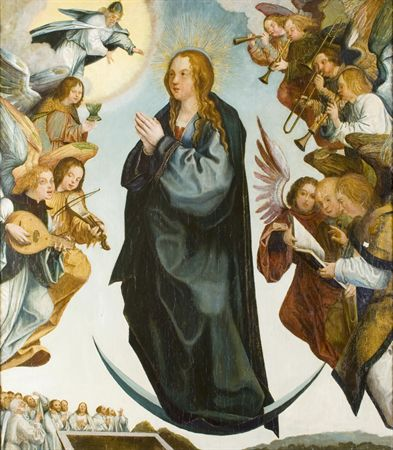
Assunção da Virgem ladeada de anjos músicos
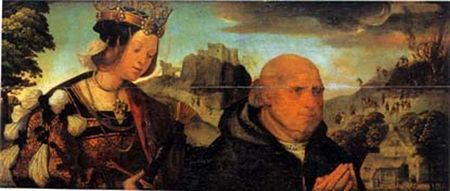
Santa Catarina e um Doador
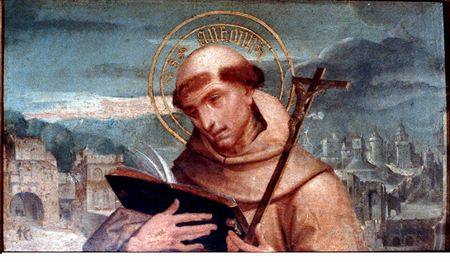
Santo António - Gregorio Lopes

## Outras obras
- Políptico do Convento do Paraíso, Museu Nacional de Arte Antiga
- Políptico da Capela do Salvador, Museu Nacional de Arte Antiga
- S. João Baptista e S. Jerónimo, Museu do Centro de Apoio Social de Runa
- S. Bento e Santo Ambrósio, Centro de Apoio Social de Runa
- S. Luís, Rei de França, Centro de Apoio Social de Runa
- Nossa Senhora da Misericórdia, Misericórdia de Setúbal
- Criação do Homem, Igreja de S. Julião (Setúbal)
- Encontro de Santa Ana e S. Joaquim, Museu de Setúbal
- Aparição de Cristo à Virgem, Museu de Setúbal
- Ascensão, Museu de Setúbal
- Tríptico Cristo descido da cruz, Fundação Ricardo do Espírito Santo
- Juízo Final, Museu Nacional de Arte Antiga
- Abraão e Melquisedeque, Igreja de S. João Baptista (Tomar)
- Recolha do maná, Igreja de S. João Baptista (Tomar)
- Última Ceia, Igreja de S. João Baptista (Tomar)
- Missa de S. Gregório, Igreja de S. João Baptista (Tomar)
- Nascimento da Virgem, Museu Nacional de Arte Antiga
- Milagre da ressurreição do mancebo, Sé de Évora
- S. Pedro, Sé de Évora
- S. Paulo, Sé de Évora
- Exalçamento da Cruz, Sé de Évora
- Presépio, Museu de Évora
- Nossa Senhora da Misericórdia, Misericórdia de Alcochete
- Nossa Senhora da Piedade, Misericórdia de Alcochete
- Natividade, Igreja do Mosteiro de Almoster
- Ressurreição, Igreja do Mosteiro de Almoster
- Descida do Espírito Santo, Igreja do Mosteiro de Almoster
- S. Bento e S. Bernardo, Igreja do Mosteiro de Almoster
- Encontro de Santa Ana e S. Joaquim, Igreja Matriz de S. Quintino
- Calvário, Igreja Matriz de S. Quintino
- Deposição no túmulo, Igreja Matriz de S. Quintino
- Aparição de Cristo à Virgem, Igreja Matriz de S. Quintino
- Tríptico da Ega - Pregação de São Paulo aos Atenienses, Igreja Matriz da Ega
- Tríptico da Virgem, Museu de Évora
- S. Jerónimo, Santo António e S. Brás, Museu de Évora
- Martírio das Onze Mil Virgens, Sé de Évora
- O imperador Constantino reconhece as imagens de S. Pedro e S. Paulo, Igreja Matriz de Unhos
- S. Silvestre ressuscita o touro, Igreja Matriz de Unhos
- Encontro de Santa Ana e S. Joaquim, Museu Nacional de Arte Antiga
- Retábulo de Abrantes, Igreja da Misericórdia de Abrantes
- Circuncisão, Museu Nacional de Arte Antiga
- Adoração dos Magos, Museu Nacional de Arte Antiga
- Milagre Eucarístico de Santo António, Igreja da Misericórdia de Tomar
- S. Leonardo, Igreja Matriz de Autoguia da Baleia
- S. Vicente, colecção particular, Faro
- S. Sebastião, colecção particular, Faro